# Olivia Dudley
Olivia Taylor Dudley (ur. 4 listopada 1985 w Morro Bay, w Kalifornii) – amerykańska aktorka. 

## Filmy
- Taśmy Watykanu (2015) jako Angela Holmes
- Dumbbells (2012) jako Heather
- Czarnobyl. Reaktor strachu (Chernobyl Diaries, 2012) jako Natalie
- Dyktator (The Dictator, 2012) jako pielęgniarka Svetlana (niewymieniona w czołówce)
- Chillerama (2011) jako pielęgniarka Svetlana Unger
- Moneyball (2011) jako młoda Sharon
- Anna Nicole (2007) jako tancerka

## Role w serialach
- Magicy (The Magicians, 2015–2020) jako Alice Quinn
- Agenci NCIS (Navy NCIS: Naval Criminal Investigative Service, 2003) jako Jancey Gilroy (gościnnie)
- CSI: Kryminalne zagadki Miami (CSI: Miami) jako Elizabeth Clark (gościnnie)

## Rodzina
Jej rodzicami są Jim i Saundra Dudley.